# Верфенер-Бах
Верфенер-Бах (нем. Werfener Bach) — река на северо-востоке Германии, протекает по земле Северный Рейн-Вестфалия, речной индекс 466742. Длина — 4,7 км Площадь бассейна реки составляет 16,2 км². Высота истока 95 м. Высота устья 62 м. Является левым притоком реки Эльзе.

## География
Названа по имени населённого пункта Werfen (Bünde). Бассейн водоёма частично захватывает регион Ravensberg Basin между городами Энгер, Werfen и Хюккер-Мор, в основном относясь к Werfener Bruch. Вода поднимается близ Belke-Steinbeck и течёт в направлении к Werfener Bruch, впадая в Эльзе.
На всём протяжении от истока до устья река протекает через следующие населённые пункты: город Энгер и город Бюнде.
В реку впадают следующие притоки: Sieler Beeke (левый приток) и Морбах (левый приток).